# Monte Covolo
Il monte Covolo (552 m s.l.m.) è uno dei rilievi più meridionali e orientali delle Prealpi bresciane, situato alle spalle del paese di Villanuova sul Clisi, a pochi chilometri dal lago di Garda. Si tratta di un blocco montuoso isolato, separato dal corpo centrale delle Prealpi dal bacino fluviale del fiume Chiese. I rilievi morenici esterni dell'antico ghiacciaio del Garda avvolgono i versanti est, sud e nord della montagna. Sono proprio le morene, che deviate dalla massa montuosa, hanno determinato il cambiamento del corso del fiume Chiese, isolando così il monte dal resto del blocco centrale. Il versante occidentale, volto verso il fiume, è caratterizzato da un imponente muro verticale di calcare.

## Geografia

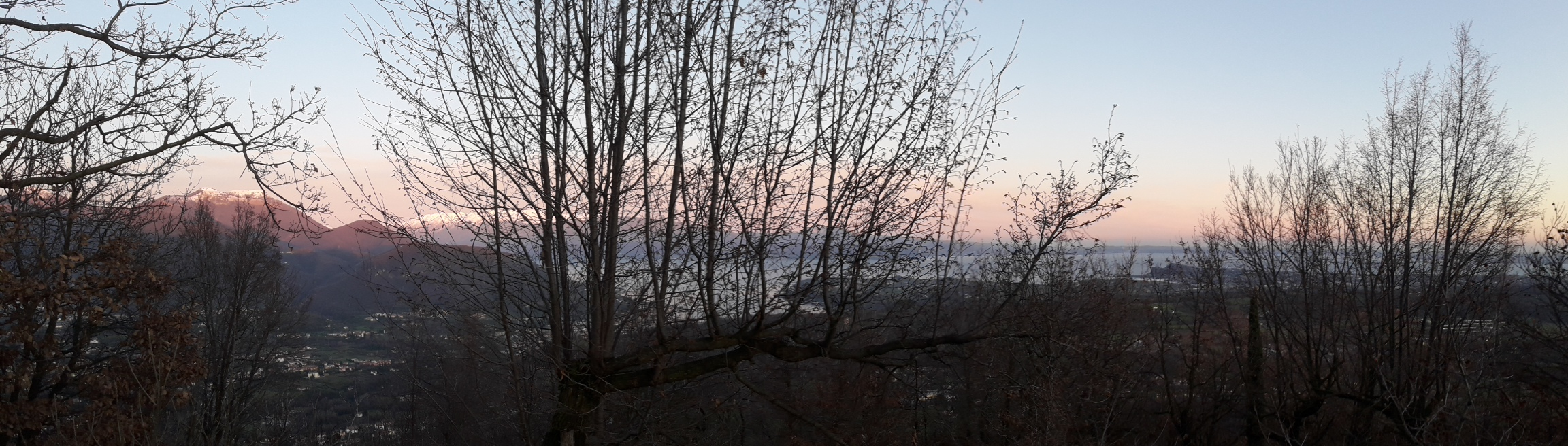
Vista panoramica dalla cima: a partire da sinistra si nota il monte Pizzocolo, poi il monte Baldo e sulla destra il basso Garda

È compreso tra i comuni di Villanuova sul Clisi (a cui appartiene la zona sommitale e le pendici occidentali, caratterizzate da modeste falesie), Gavardo, specialmente la frazione di Soprazzocco (al quale appartengono le pendici orientali e frontali al lago, oltre ad un’ampia zona boschiva posta alla base del monte) e Roè Volciano (al quale appartiene qualche modesta zona boschiva alle pendici settentrionali del monte).
Si trova in una posizione geografica di rilievo, in quanto è posto a cavallo tra l'alta pianura bresciana e l'imbocco della Vallesabbia. È inoltre in posizione dominante rispetto al valico dei Tormini che collega il golfo di Salò e dunque il lago di Garda all'entroterra. La sua vetta domina la vista sul basso lago spingendosi fino alla costa veronese e sulla pianura antistante la Vallesabbia.
Il monte ha una forma conica, che lo rende riconoscibile anche da lunghe distanze, e tende ad appiattirsi alla base, allargandosi sui versanti orientali, mentre il versante occidentale è caratterizzato da falesie calcaree. 
La base orientale del monte è solcata da due piccole valli, percorse da due ruscelli. La prima orientata verso sud-ovest è detta valle del Fai ed è percorsa dall'omonimo torrente. La seconda è orientata verso nord-est ed è chiamata Valle delle Rucche, nome che viene assegnato anche al ruscello che la percorre. Entrambi i corsi d'acqua si immettono nel vicino fiume Chiese. 

## Geologia
La conformazione geologica del monte Covolo si sviluppa da est a ovest attraverso una sequenza di cinque formazioni calcaree. A ovest si trova la formazione del Corna del Lias medio (retico superiore), seguita, in posizione più elevata, dal Medolo (Domeriano-Hettangiano), che ha rappresentato la principale fonte di approvvigionamento di selce grigia per gli insediamenti locali. Successivamente si incontrano il Concesio e il Selcifero Lombardo (Titoniano Calloviano superiore), una formazione che contiene un tipo di selce rossa, utilizzabile ma meno impiegato a livello locale. Infine, il deposito geologico più orientale è costituito dalla Maiolica (Barremiano-Titoniano). La montagna presenta anche un ripido versante occidentale, contraddistinto da un muro verticale di calcare.
Sul monte sono accatastate quattro grotte, di modesta entità. Esse sono il Büs de la vecia, il Büs dei Squadrì, il Büs del Léna e il Büs del Bò. Quest'ultima è la più interessante sia per l'aspetto geologico, data la sua maggiore ampiezza rispetto alle altre, sia per l'aspetto storico, dato il ritrovamento di importanti reperti archeologici nelle sue vicinanze e al suo interno.

## Storia
il Monte Covolo, seppur sconosciuto fino agli anni '70 del novecento, è un sito di importanza fondamentale per lo studio della preistoria locale, ma che presenta anche aspetti che nel corso dei decenni hanno portato collaborazioni internazionali a indagare sugli insediamenti preistorici di questa montagna. 
Tali insediamenti appartengono a epoche differenti e hanno permesso di determinare una frequentazione della zona che risale al mesolitico e che si protrae fino all'epoca preromana. 

### L'insediamento preistorico
Un insediamento situato alla base dei pendii occidentali della montagna, posto quindi all'imbocco della valle, si è sviluppato a partire dal neolitico (4000 a.c. circa) per sopravvivere fino al 1500 a.c. circa. Numerosi ritrovamenti di ceramiche, in particolare appartenenti alla cultura del vaso campaniforme, sviluppatasi tra il 2500 e il 2300 a.C., sono stati effettuati nella zona. Questa cultura è ivi rappresentata da una grande quantità di reperti, che fanno del monte Covolo una delle principali fonti di studio di questo periodo storico in Italia.
La posizione all'ombra della montagna suggerisce che l'insediamento fosse probabilmente utilizzato soprattutto durante il periodo estivo. L'economia della popolazione si fondava sull'agricoltura, sull'allevamento e, in misura minore, sulla caccia. Inoltre, l'estrazione della selce, presente sulla sommità del monte, rappresentava un ulteriore motivo di attrazione per gli abitanti dell'area.

### Il Riparo Cavallino
Il riparo, costituito da una parete rocciosa di circa 8 metri, situato sempre sulle pendici occidentali del monte, ha portato alla luce dei manufatti di selce che ne attestano una prima possibile occupazione risalente al mesolitico (8000-5300 a.c.). Tuttavia le testimonianze più importanti di utilizzo di questo sito risalgono al 3000 a.c. circa, epoca nella quale il riparo divenne un luogo di sepoltura. Le ossa, inizialmente riposte in cavità naturali della parete, cominciarono poi ad essere conservate in una sorta di camera mortuaria, costruita artificialmente. Accanto alle ossa umane sono stati inoltre ritrovati i relativi corredi funebri costituiti da collane, conchiglie, denti di animali, selci e piccoli oggetti di rame. Dopo questa fase più intensa di frequentazione, il luogo fu occupato probabilmente solo in maniera occasionale, come testimoniato dal ritrovamento di alcune tegole romane e una moneta del XVI secolo.

### Il Riparo Persi
Non lontano dal Riparo Cavallino, si trova un secondo riparo, meno efficace e frequentato, ma che ha comunque portato alla luce diversi ritrovamenti. A differenza del precedente riparo è ipotizzabile che questo non fosse un vero e proprio luogo di sepoltura, ma piuttosto di preparazione alla stessa: si pensa infatti che qui i corpi dei defunti potessero essere scarnificati o cremati, prima di essere deposti altrove. Anche in questa area sono stati rinvenuti reperti romani, che testimoniano un utilizzo sporadico nel tempo. Inoltre, sono state rinvenute due sepolture medievali, all'interno delle quali è stato ritrovato anche un paio di chiavi in ferro.

### Il Büs del Bò

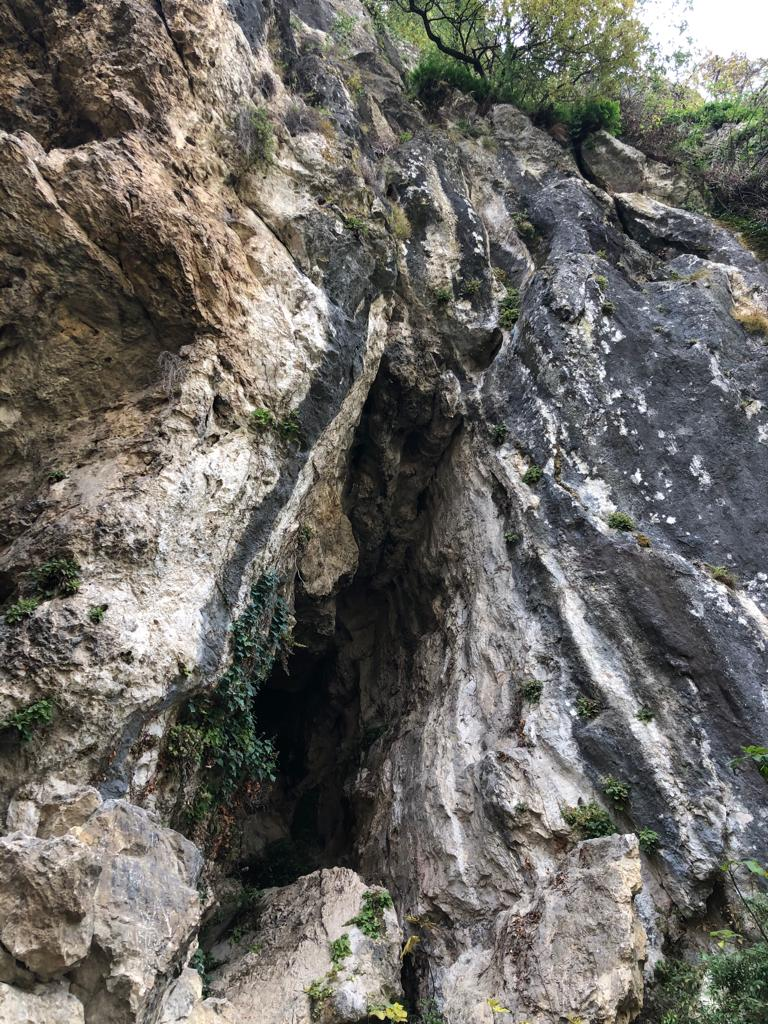
Entrata della grotta del Büs del Bò

Questa grotta di difficile accesso, situata alla base delle falesie calcaree, è caratterizzata dal ritrovamento di oggetti risalenti all'età del ferro, ma soprattutto di epoca romana: sono stati ritrovati infatti frammenti di ceramiche, un dado di bronzo, una moneta e nelle vicinanze della grotta una macina in pietra.

### Il santuario sulla vetta della montagna
Sulla sommità del monte è stato indagato un luogo rituale, costituito da una sorta di santuario, ad oggi segnalato dalla presenza di una piattaforma quadrata che poteva fungere da altare. Alcuni reperti risalenti al VII sec. a.c. segnalano la data di inizio della frequentazione del santuario, che rimase attivo fino all'epoca romana, gli ultimi reperti, costituiti da una moneta e della ceramica sono infatti risalenti al I sec. d.c.  La funzione di questo sito, seppur non del tutto chiara, sembra legata alla tradizione alpina di costruire siti rituali sulla cima dei monti, che fungevano da luoghi di cremazione delle offerte.

## Flora e fauna
La flora del monte presenta caratteristiche tipiche della flora pedemontana del Nord Italia. Il bosco è ricco di Carpino, Frassino e Orniello. Rimarcabile è la presenza di Robinia ed è largamente diffuso il castagno. La fauna sul monte scarseggia a causa della forte urbanizzazione del territorio circostante: è limitata a mammiferi di piccola taglia, come Lepri e Mustelidi.; tra i serpentiformi spicca per diffusione il Biacco; Negli ultimi anni è ritornato stabilmente anche il cinghiale. Il bosco offre inoltre rifugio a diverse specie di volatili, tra cui il Fagiano, la Poiana e diverse specie di rapaci notturni.

## Sport
Il versante occidentale presenta delle falesie calcaree adatte all'arrampicata sportiva. Si costituisce di tre settori: basso, alto e altissimo, i quali comprendono circa 50 diverse vie di arrampicata principalmente di sesto, settimo e ottavo grado che si snodano sugli 80 metri di altezza della falesia. Il sito è stato attrezzato a partire dagli anni '70, rappresenta dunque un punto di riferimento decennale per gli arrampicatori della zona.
Il monte è inoltre ricco di sentieri che dalla base risalgono fino alla vetta. il contesto sentieristico, adatto a brevi escursioni, è stato recentemente mappato e tracciato dal CAI.

## Galleria d'immagini

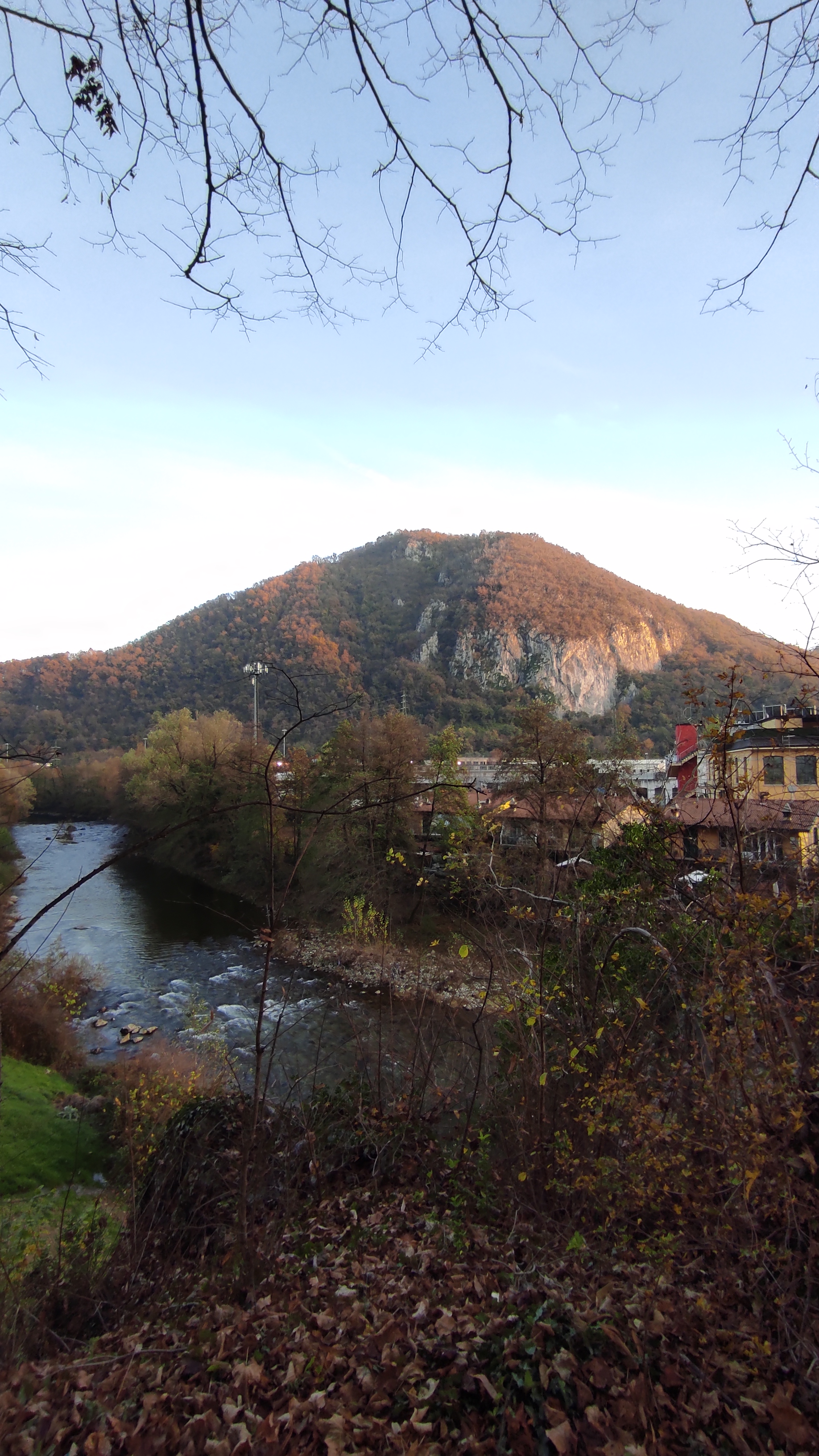
Vista del monte Covolo con la relativa falesia da Villanuova sul Clisi, in località Valverde
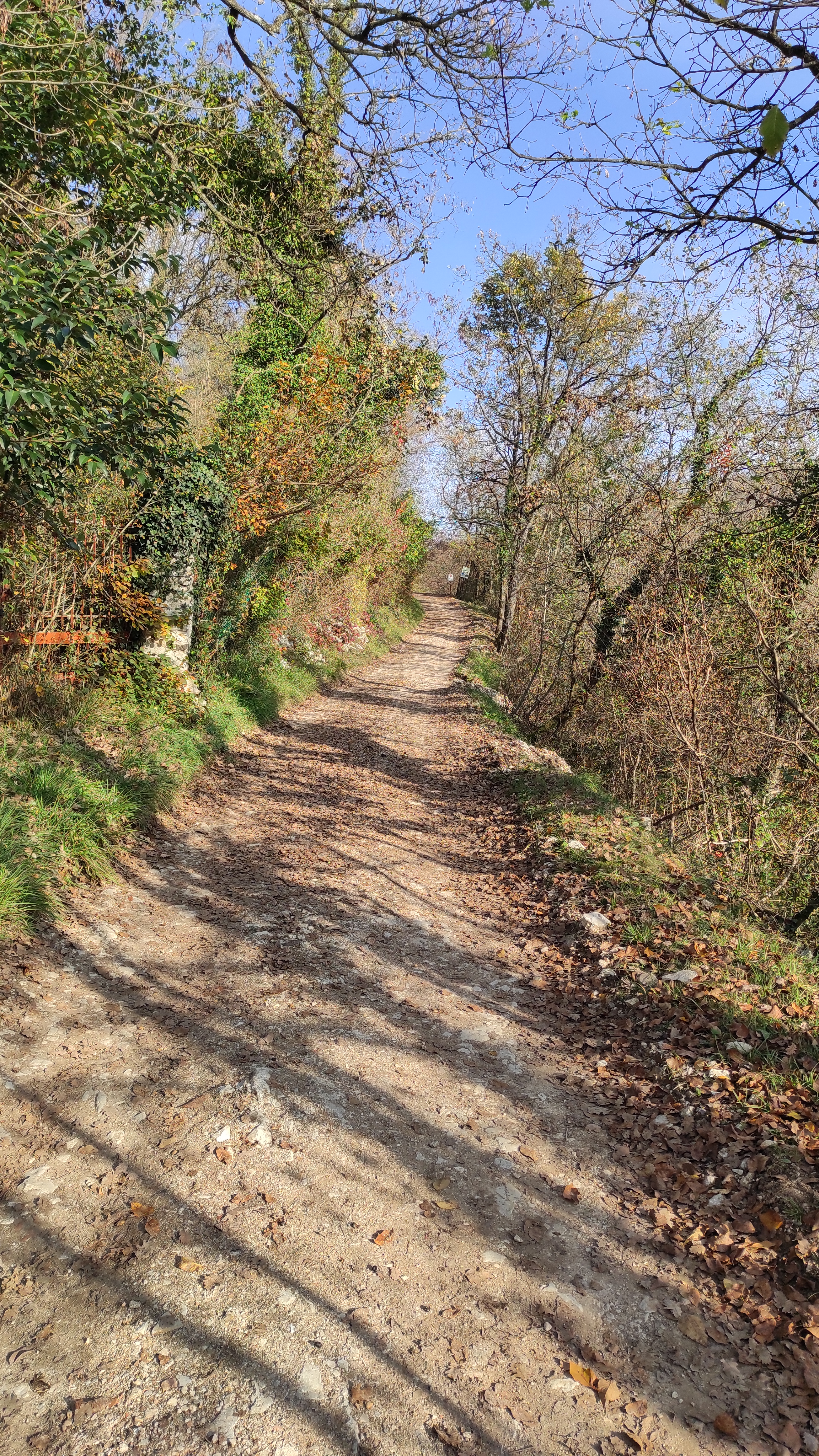
Tipica strada rurale percorribile sul monte
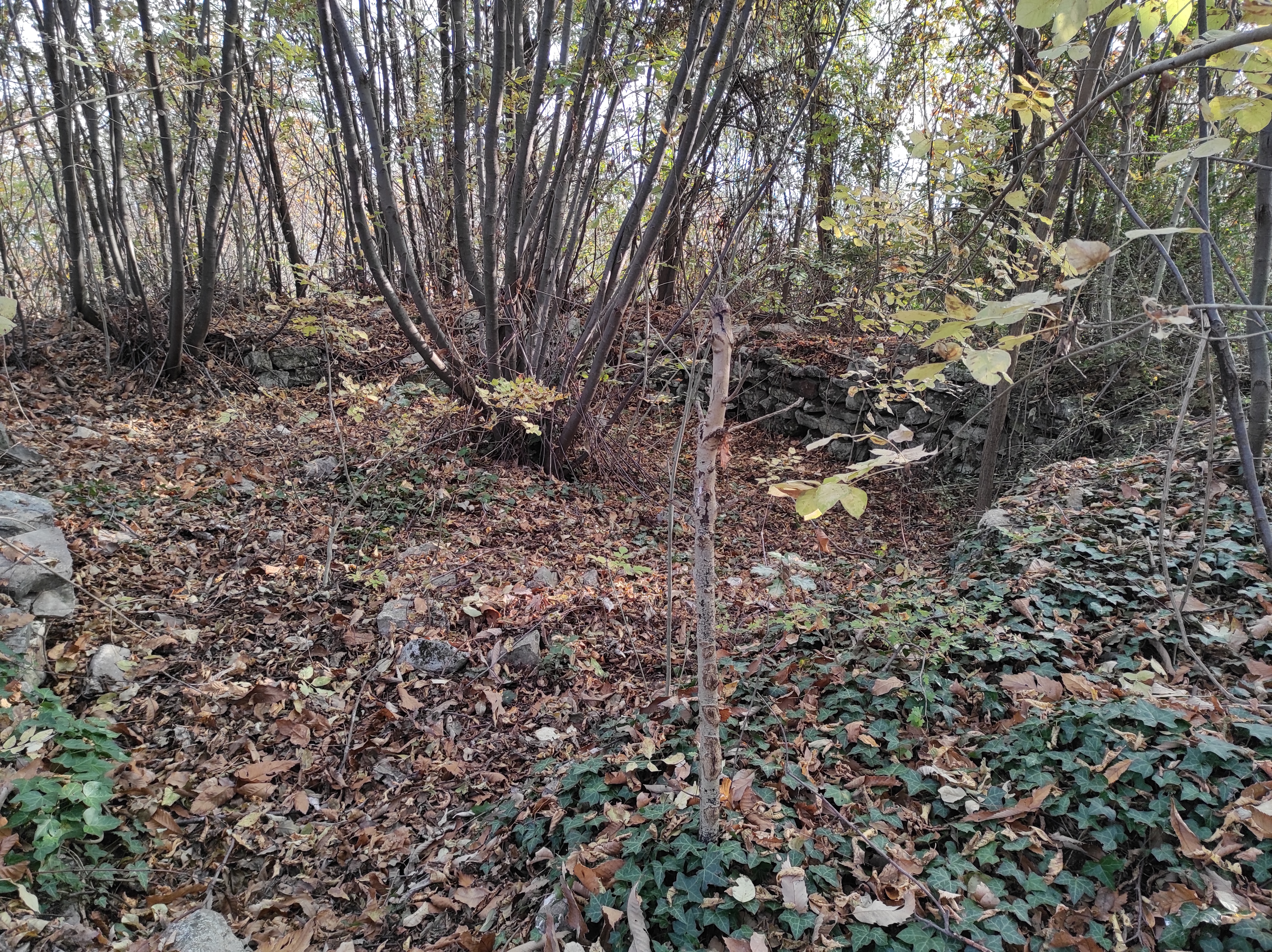
Resti archeologici situati sulla cima del monte
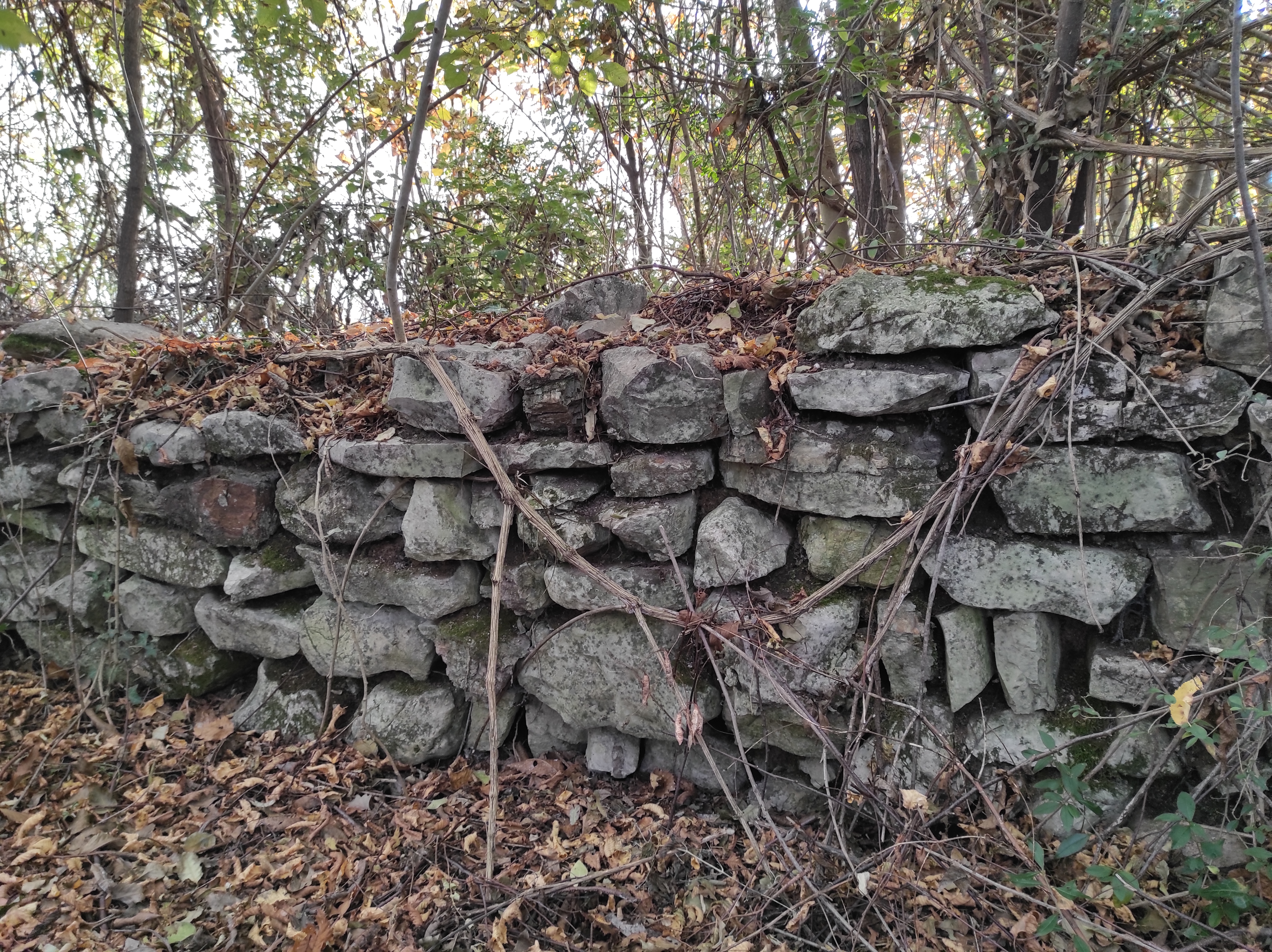
Particolare di un muro a secco dei resti archeologici sulla sommità del monte
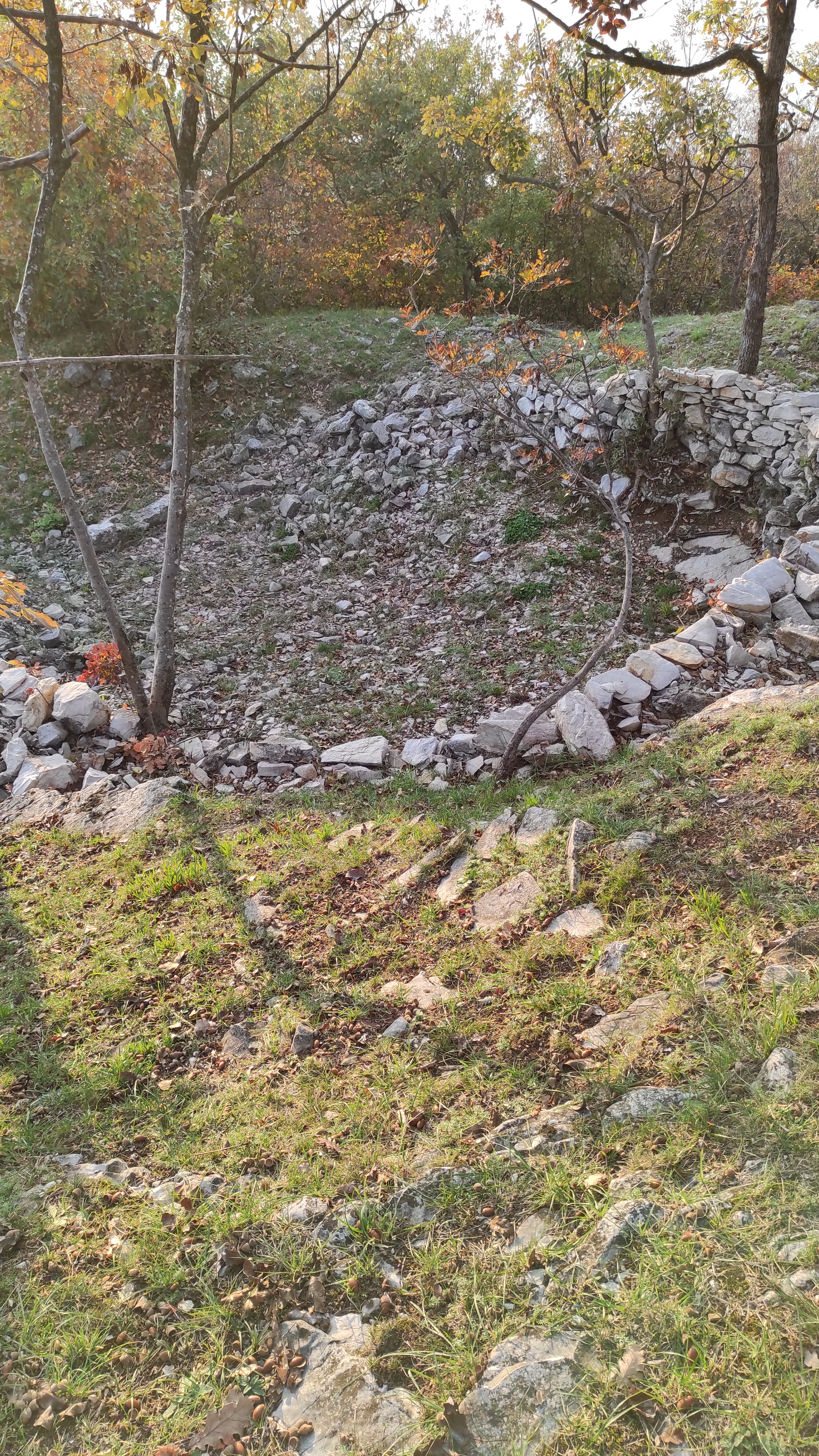
Resti archeologici situati sull'anticima del monte